# Хайнрих XIII Ройс фон Плауен
Хайнрих XIII/XII Ройс фон Плауен 'Средния' (на немски: Heinrich XIII/XII „der Mittlere“, Vogt von Reuss von Plauen; † между 14 февруари 1526 и 25 септември 1539) от фамилията Ройс (старата линия) е фогт на Ройс-Плауен, господар на Кранихфелд в Тюрингия (1476 – 1529). Той абдикира.
Той е син на Хайнрих IX 'Стари' Ройс-Плауен, Хинтершлос и Грайц († 1476) и съпругата му Магдалена фон Шварценберг († 1485), дъщеря на фрайхер Еркингер I фон Шварценберг (1362 – 1437) и втората му съпруга Барбара фон Абенсберг († 1448), дъщеря на Йобст фон Абенсберг († 1428) и графиня Агнес фон Шаунберг († 1412).
Брат е на Хайнрих XIII Ройс цу Грайц (1464 – 1535), на Хайнрих XII, фогт на Ройс-Плауен († 1500/1502), на Хайнрих фон Плауен († сл. 1469), ректор на университет Ерфурт през 1469 г., и на двама Хайнрих, които са духовници. През 1485 г. територията се поделя между братята.

## Фамилия
Хайнрих IX Ройс фон Плауен се жени на 5 февруари 1488/1 декември 1488 г. за Катарина фон Глайхен-Рембда († 1509), дъщеря на граф Ервин V фон Глайхен-Рембда († 1497) и Агнес фон Регенщайн († 1490), дъщеря на граф Улрих IX фон Регенщайн-Бланкенбург († 1524) и графиня Анна фон Хонщайн-Фирраден († 1539). Те имат децата:
- Магдалена Ройс фон Плауен († 8 декември 1521, погребана в Кранихфелд), омъжена за граф Лудвиг II фон Глайхен-Бланкенхайн-Кранихфелд († 29 април 1522)
- Маргарета Ройс фон Плауен († 5/12 ноември 1522, погребана във Фарнрода), омъжена 1515 и 1518 г. в Майнц за роднината си бургграф Зигмунд I фон Кирхберг (* 1501; † 3 май 1567)